# Chiyoda (Gunma)
Pour les articles homonymes, voir Chiyoda (homonymie).
Chiyoda (千代田町, Chiyoda-machi) est un bourg situé dans la préfecture de Gunma, au Japon.